# Leucius Charinus
Leucius, chamado Leucius Charinus pelo Patriarca de Constantinopla Fócio no século IX, é o nome aplicado a um ciclo do que M. R. James chamou de "romances apostólicos" e que parece ter sido bastante popular até uma seleção ser lida no Segundo Concílio de Niceia (787) e rejeitada.
Leucius não aparece entre os pregadores heréticos mencionados nominalmente por Ireneu de Lyon em Contra Heresias (ca. 180). A maioria das obras parece ter sido composta em meados do século III

## Vida e obra
O relato mais completo sobre Leucius foi dado por Fócio (Códice 114), que descreve um livro chamado O percurso dos Apóstolos, que continha os Atos de Pedro, Atos de João, Atos de André, Atos de Tomé e os Atos de Paulo. Este texto teria sido composto por Leucius Charinus, que Fócio julgava ser tolo, contraditório, falso e ímpio; Fócio é a única fonte a nomeá-lo "Charinus".
Epifânio de Salamis (Panarion 51.427) fez de Leucius um discípulo de João que se juntou ao seu mestre contra os Ebionitas, algo improvável pois outros autores patrísticos concordam que o ciclo atribuído a ele é docetista (nega a humanidade de Cristo). Agostinho de Hipona conhecia o ciclo - que ele atribuiu a "Leutius" - que seu adversário Fausto de Mileve imaginava ter sido excluído do canon do Novo Testamento pelos católicos. Gregório de Tours encontrou uma cópia dos "Atos de André" e fez uma epítome dele, omitindo os "cansativos" detalhes que encontrou.
Os "Atos Leucianos" são:
- Os Atos de João
- Os Atos de Pedro
- Os Atos de Paulo
- Os Atos de André
- Os Atos de Tomé

Dos cinco, os Atos de João e de Tomé tem ainda uma carga gnóstica mais pesada.